# Hyundai Lafesta
Hyundai Lafesta – samochód osobowy klasy kompaktowej produkowany pod południowokoreańską marką Hyundai w latach 2018–2025.

## Historia i opis modelu

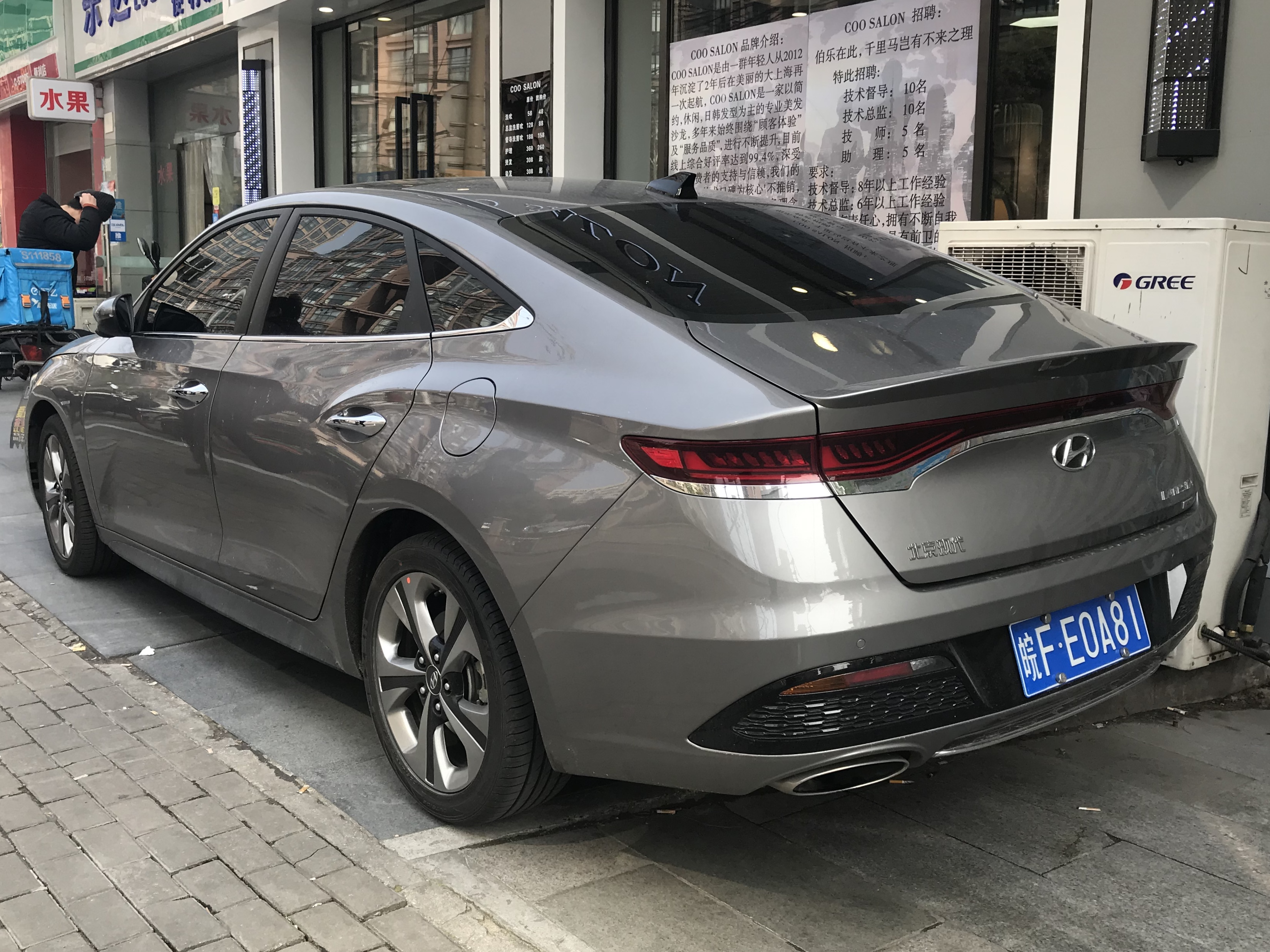
Hyundai Lafesta - tył

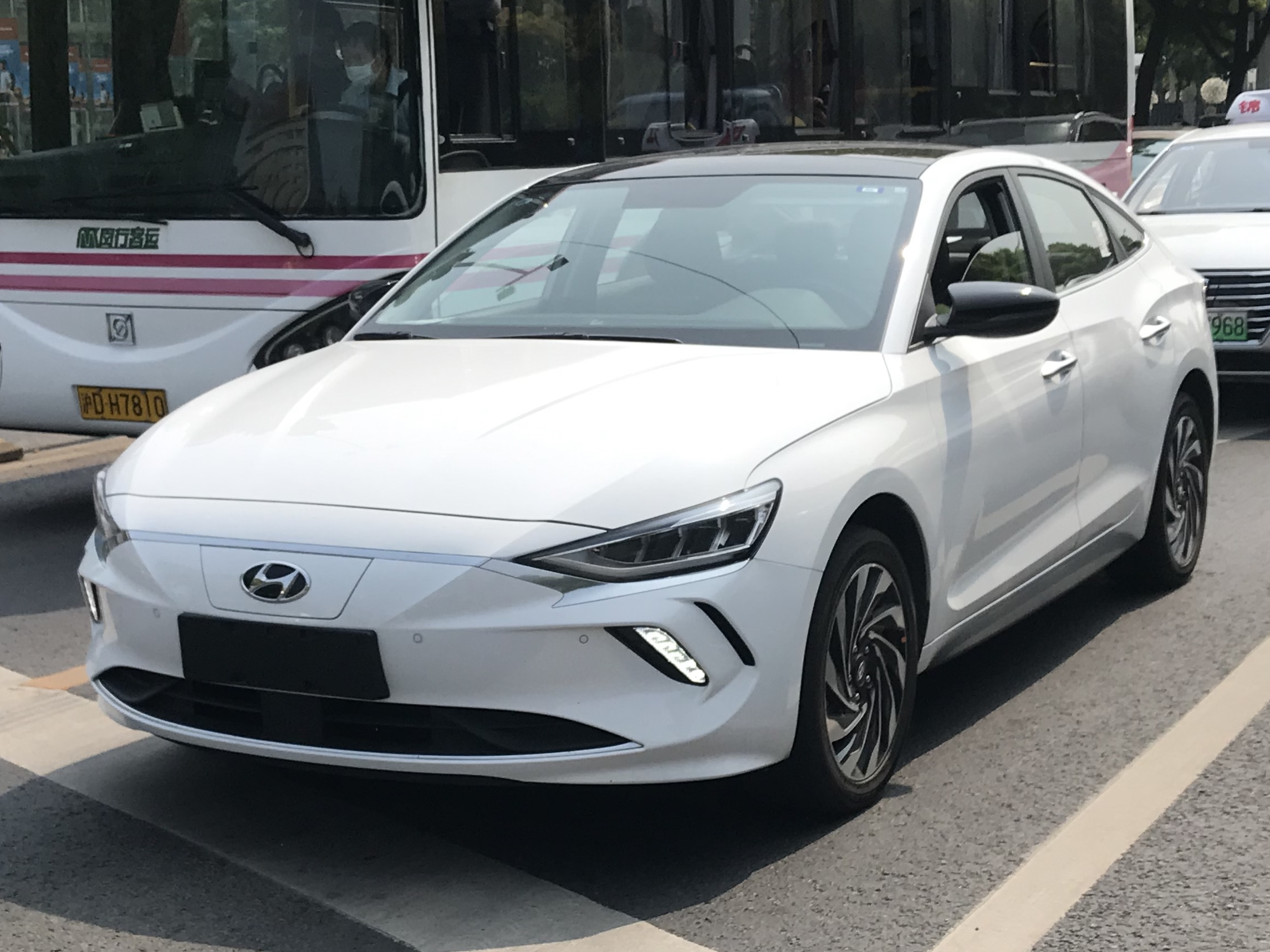
Hyundai Lafesta EV

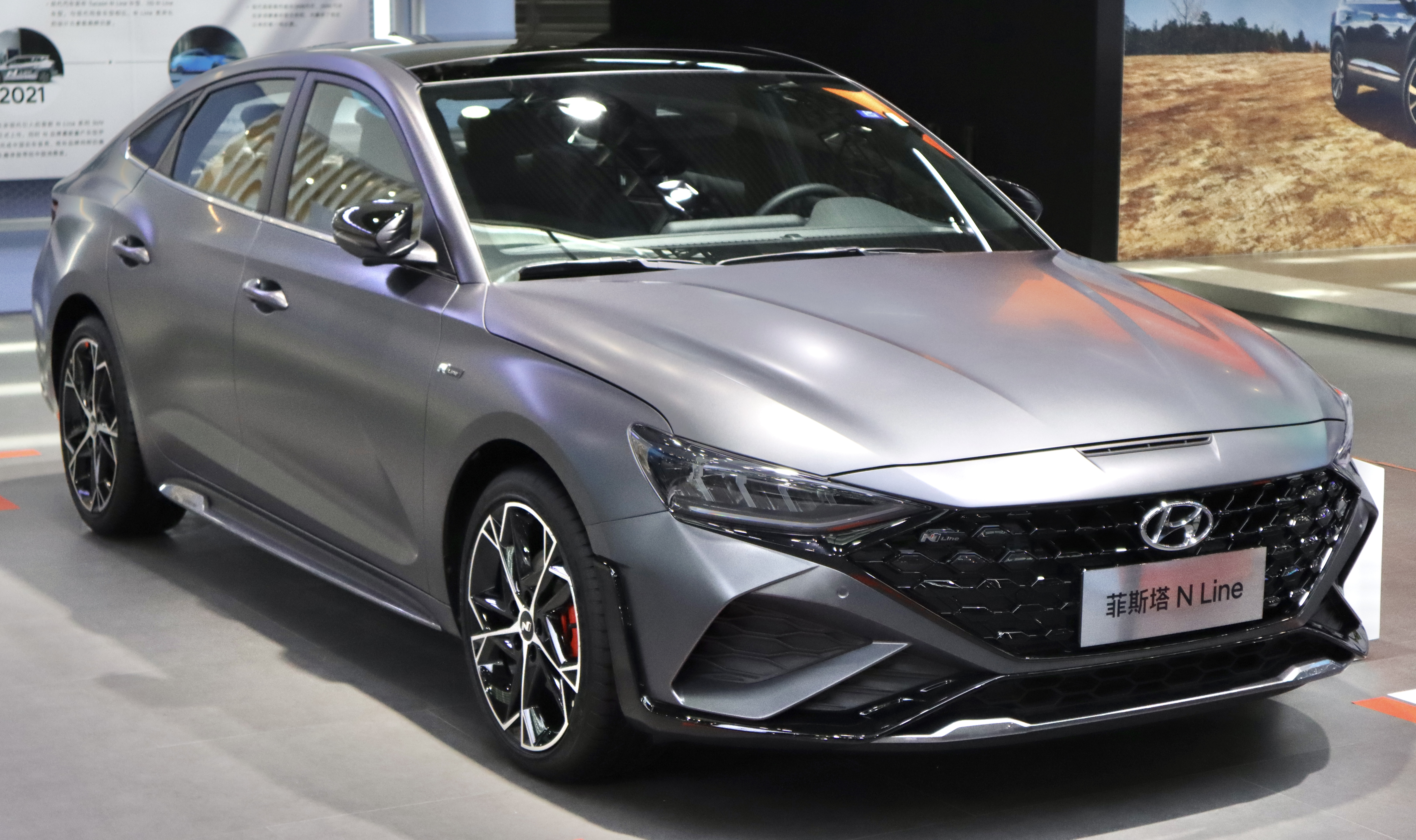
Hyundai Lafesta N-Line po liftingu

W kwietniu 2018 roku działające w Chinach joint-venture Beijing-Hyundai przedstawiło nowy model Lafesta jako kolejny etap ekspansji modelowej na lokalnym rynku, opartej głównie na poszerzeniu oferty sedanów. Samochód został opracowany na bazie modelu Elantry, stanowiąc dla niej wyżej pozycjonowaną alternatywę z inaczej zestrojonym zawieszeniem. 
Pod kątem stylistycznym Hyundai Lafesta utrzymany został w języku stylistycznym Sensous Sportiness jako pierwszy seryjny model realizujący nową estetykę producenta autorstwa Luca Donkerwolke'a, którą po raz pierwszy zapowiedział prototyp Le Fil Rogue miesiąc wcześniej, w marcu 2018 roku podczas Geneva Motor Show. Samochód charakteryzuje się sportową stylistyką z większym wlotem powietrza, nisko opadającą linią dachu i płynną sylwetką bez wyraźnie zarysowanej bryły bagażnika.

### Lifting
W listopadzie 2022 roku Lafesta przeszła modernizację, w ramach której samochód utrzymany został w usportowionej estetyce pozostając odtąd w sprzedaży tylko w odmianie N-Line. Pas przedni zyskał przemodelowany zderzak z charakterystycznym oświetleniem LED w atrapie chłodnicy, z kolei z tyłu zastosowano rozbudowany spojler, dyfuzor oraz poczwórną końcówkę wydechu. Wewnątrz wprowadzono nowy projekt kabiny pasażerskiej z przemodelowanym tunelem środkowym i nowym ekranem systemu multimedialnego. Do napędu wykorzystano odtąd tylko 1,5 litrowy, turbodoładowany silnik benzynowy.

### Lafesta Electric
W listopadzie 2019 roku Hyundai przedstawił wariant Lafesty o napędzie elektryczny jako Lafesta Electric. Pod kątem wizualnym wyróżnia się on innym wyglądem pasa przedniego pozbawionym wlotu powietrza na rzecz większego lakierowanego panelu, a także innym kształtem zderzaka tylnego. Układ elektryczny tworzy 56,5-kWh bateria, która razem z silnikiem elektrycznym rozwija 204 KM mocy i 490 kilometrów zasięgu na jednym ładowaniu. Wersję elektryczną wycofano w 2023 roku.

### Sprzedaż
Hyundai Laesta był samochodem produkowanym i sprzedawanym wyłącznie z myślą o wewnętrznym rynku chińskim, gdzie sprzedaż rozpoczęła się na pół roku po rynkowym debiucie, w październiku 2018 roku. Samochód pozostał w ofercie przez kolejne 7 lat, znikając z chińskiej oferty Hyundaia bez przewidzianego następcy wiosną 2025 roku.

### Silniki
- R4 1.4l
- R4 1.5l Turbo
- R4 1.6l